# Eucharis fulviventris
Eucharis fulviventris är en stekelart som beskrevs av Gussakovskiy 1940. Eucharis fulviventris ingår i släktet Eucharis och familjen Eucharitidae. Inga underarter finns listade i Catalogue of Life.